# Amos Adani
Amos Adani (Modena, 2 aprile 1946) è un ex calciatore italiano, di ruolo portiere.

## Carriera
Dopo tre campionati nel Modena, in Serie B, approdò in Serie A grazie al Bologna nella stagione 1968-1969. Dopo un primo anno da riserva, diventò titolare a partire dal torneo 1969-1970 contribuendo poi, nella prima metà del decennio, alla conquista di due Coppe Italia.
Complice una forma cronica di pubalgia che lo bloccò durante la sua carriera, visse lunghi periodi in panchina.
Dal campionato 1975-1976, con l'arrivo di Franco Mancini, finì stabilmente tra le riserve fino all'estate 1978 quando la società petroniana decise di metterlo in lista di svincolo.
Abbandonato il calcio, divenne imprenditore nel campo dell'abbigliamento nella città che lo ha visto nascere.

## Palmarès

### Competizioni nazionali
- Coppa Italia: 2

Bologna: 1969-1970, 1973-1974

### Competizioni internazionali
- Coppa di Lega Italo-Inglese: 1

Bologna: 1970